# Trypanidius mexicanus
Trypanidius mexicanus es una especie de escarabajo longicornio del género Trypanidius, tribu Acanthocinini, subfamilia Lamiinae. Fue descrita científicamente por Thomson en 1860.
La especie se mantiene activa durante los meses de abril, mayo y julio.

## Descripción
Mide 14-15 milímetros de longitud.

## Distribución
Se distribuye por Costa Rica, Ecuador, Guatemala, Honduras, México, Nicaragua y Panamá.